# United Friendly Tournament
Het United Friendly Tournament was een jaarlijks golftoernooi voor vrouwen in Engeland, dat deel uitmaakte van de Ladies European Tour. Het werd opgericht in 1979 als het Hitachi Tournament en vond tot 1984 plaats op verschillende golfbanen in Engeland.

## Winnaressen
| Jaar                       | Golfbaan                       | Locatie            | Winnares             | Info                                       |
| Hitachi Tournament         | Hitachi Tournament             | Hitachi Tournament | Hitachi Tournament   | Hitachi Tournament                         |
| -------------------------- | ------------------------------ | ------------------ | -------------------- | ------------------------------------------ |
| 1979                       | Downshire Golf Complex         | Wokingham          | Christine Trew       |                                            |
| 1980                       | Walsall Golf Club              | Walsall            | Susan Moon           |                                            |
| United Friendly Tournament |                                |                    |                      |                                            |
| 1981                       | Moretonhampstead Golf Club     | Devon              | Sarah Le Veque       |                                            |
| 1982                       | Hill Barn Golf Club            | West Sussex        | Rosie Jones          | Als United Friendly Worthing Open          |
| 1982                       | Walmley Golf Club              | West Midlands      | Beverly New am       | Als United Friendly Insurance Championship |
| 1983                       | Hill Barn Golf Club            | West Sussex        | Marta Figueras Dotti |                                            |
| 1983                       | Moortown Golf Club             | West Yorkshire     | Dale Reid            |                                            |
| 1984                       | Hill Barn Golf Club            | West Sussex        | Rae Hast             |                                            |
| 1984                       | Southport & Ainsdale Golf Club | Merseyside         | Karstin Ehrnlund     |                                            |

| am = amateur |